# Rüdiger Kauf
Rüdiger Kauf (* 1. März 1975 in Esslingen am Neckar), Spitzname „Rübe“, ist ein ehemaliger deutscher Fußballspieler im defensiven Mittelfeld.

## Leben
Nach seiner Ausbildung zum Industriemechaniker bei Daimler-Benz leistete Kauf seinen Zivildienst in einem Krankenhaus in Kirchheim unter Teck.

## Karriere
Kauf begann seine Fußballerkarriere 1982 beim TV Hochdorf, spielte von 1994 bis 1996 beim SC Geislingen und von 1996 bis 1998 beim VfL Kirchheim/Teck, mit dem er 1997 als Meister der Oberliga Baden-Württemberg in die seinerzeit drittklassige Regionalliga Süd aufstieg und das – letztlich gegen den von Ralf Rangnick trainierten SSV Ulm 1846 verlorene – Endspiel um den WFV-Pokal erreichte. Während der Klub direkt wieder in die Oberliga abstieg, schloss sich Kauf im Sommer 1998 dem Erstligisten VfB Stuttgart an, bei dem er zunächst vor allem in der in die Regionalliga aufgestiegenen Reservemannschaft zum Einsatz kam. In der Saison 1999/2000 kam er unter Rangnick erstmals in der Bundesliga zum Einsatz, als dieser ihn bei beim 2:0-Auswärtserfolg am 26. November 1999 beim SC Freiburg kurz vor Spielende für Sean Dundee einwechselte. Aber nachdem er sich auch im dritten Stuttgarter Jahr keinen Stammplatz erkämpfen konnte und die Hälfte der Saison weiterhin nur in der zweiten Mannschaft zum Einsatz gekommen war, wechselte er zu Arminia Bielefeld in die 2. Bundesliga. Mit Bielefeld schaffte Kauf zur Saison 2002/03 den Aufstieg in die Bundesliga, stieg allerdings im Jahr darauf schon wieder ab. 2004 gelang ihm mit Bielefeld jedoch der sofortige Wiederaufstieg. Kaufs größter Erfolg war 2000 der 8. Platz in der Fußball-Bundesliga mit dem VfB Stuttgart. Der von Fans „Rübe“ genannte Schwabe war bei Bielefeld ein unumstrittener Stammspieler und galt dank seines unermüdlichen Laufeinsatzes und seiner Zweikampfstärke als Bielefelds „Mittelfeldmotor“. Er spielte dort zentral defensiv. Bis auf die Saison 2005/06, wo er wegen eines Kreuzbandrisses, den er sich in einem Freundschaftsspiel gegen den SC Wiedenbrück zugezogen hatte, die gesamte Hinrunde ausgefallen war, absolvierte er bei Arminia Bielefeld in jeder Spielzeit über 30 der 34 Ligaspiele.
Am 21. Oktober 2006 im Heimspiel gegen den 1. FSV Mainz 05 bestritt „Rübe“ sein 100. Bundesligaspiel. Seit der Saison 2008/09 war Kauf Kapitän der Arminia. Er wurde damit zum Nachfolger von Mathias Hain, dessen Vertrag nicht verlängert worden war. In dieser Saison, am 13. Mai 2009 im Heimspiel gegen die TSG 1899 Hoffenheim, wurde Kauf mit seinem 168 Bundesligaspiel ebenfalls zum Rekordbundesligaspieler der Arminia.
Kauf zeichnete vor allem sein Einsatzwille und seine hohe Laufbereitschaft aus, von der sein ehemaliger Teamkollege Mathias Hain einmal sagte: „Den musst Du schon abknallen, sonst hört der nie auf zu laufen!“ Diesen Einsatz honorierten auch die Fans der Arminia, indem sie ihn zwei Mal in Folge (2003 und 2004) zum Arminen der Saison wählten. Nach der Saison 2010/11, in der er verletzungsbedingt nur zu wenigen Einsätzen kam und die Ostwestfalen in die 3. Liga abstiegen, gab Kauf sein Karriereende bekannt.
Nach dem Ende seiner Karriere kehrte Kauf nach Stuttgart zurück, wo er sich niederließ.
Im niedersächsischen Sarstedt ist ein Weg durch eine Siedlung inoffiziell unter dem Namen „Rüdiger-Kauf-Straße“ auf Initiative eines im Vermessungswesen tätigen lokalen Arminia-Bielefeld-Anhängers nach ihm benannt und über Google Maps entsprechend zu finden.

## Titel / Erfolge
- Aufstieg in die erste Bundesliga 2002 und 2004 mit Arminia Bielefeld